# A szlovák légierő An–24-es repülőgépének katasztrófája 2006-ban
A szlovák légierő An–24-es repülőgépének 2006-os katasztrófája a független Szlovákia történetének eddigi legnagyobb légi szerencsétlensége volt. A repülőgép Koszovóból hazatérő szlovák békefenntartó katonákat szállított Szlovákiába, amikor 2006. január 19-én Magyarország északi részén, Hejce és Telkibánya községek között lezuhant. A fedélzeten tartózkodó 43 fő (a 8 fős személyzet és 35 fő utas) közül mindössze egy élte túl a balesetet.

## A repülőgép adatai
A Szlovák Légierő balesetet szenvedett 50 üléses An–24V szállító repülőgépét 1969-ben gyártották a kijevi 473. sz. Állami Repülőgépgyárban (GAZ–473), gyári száma 97305605, 5605 oldalszámmal állt szolgálatban 1993. január 1-től.

## A baleset leírása
2006. január 19-én a NATO KFOR-missziójában részt vevő, a hat hónapos szolgálatukat letöltött békefenntartókat szállította haza Szlovákiába. A repülőgép a Priština nemzetközi repülőtérről indult, úticélja a Kassa nemzetközi repülőtér volt.
A repülőgéppel helyi idő szerint kb. 20:39-kor veszítette el a kapcsolatot a légiirányítás. A repülőgép a Hejce és Telkibánya között található 755 méter magasságú Borsó-hegynek ütközött. A repülőgép lezuhanásakor körülbelül 23-24 kilométerre volt a kassai úticéljától, és kevesebb mint 10 kilométerre a szlovák–magyar határtól. A repülőgép a kassai légiirányító központtal volt kapcsolatban.
A repülőgép a lezuhanása előtt, illetve aközben a Borsó-hegyen 800 méteres hosszúságban és 30–40 méteres szélességben letarolta a fákat, majd a földbe csapódott, darabjaira szakadt, kigyulladt és kiégett. A repülőgép roncsai mintegy 1800 m²-es területen szóródtak szét. A mentést nehezítette a hideg időjárás és a baleset helyszínének nehéz megközelíthetősége.
A baleset egyetlen túlélője a lezuhanáskor a repülőgép mosdójában tartózkodó Martin Farkaš főhadnagy. Ő a gép lezuhanásakor koponya- és tüdősérüléseket szenvedett, a becsapódáskor rövid időre elveszítette az eszméletét. Miután magához tért, mobiltelefonon felhívta feleségét Szlovákiában, majd Farkaš felesége értesítette a szlovák hatóságokat a repülőgép lezuhanásáról. A helyszínt először a szlovák mentőegységek érték el.

## Áldozatok
Összesen 42-en haltak meg. A teljes 8 fős személyzet és a 35 utas közül 34 elhunyt a balesetben. Az áldozatok:
Michal Agent, Igor Angelovič, Ján Balog, Ľuboš Balucha, Ľuboš Belák, Jozef Bigas, Peter Cogan, Vlastimil Čepičan, Pavol Čigaš, Marián Fábry, Alexander Gaál, Bronislava Gregorovičová, Daniel Gumenický, Martin Haber, Ján Hejduk, Marián Illéš, Štefan Ivan, Adriana Joppová, Tomáš Kardoš, Ondrej Keszi, Marek Kičinko, Peter Komora, Peter Kotvan, Peter Krištan, Norbert Kumančík, Róbert Letko, Karol Malatin, Ľuboš Martinček, Miroslav Novák, Rastislav Novák, Dominik Ocelka, Ľudovít Orlický, Peter Orlovský, Dušan Paľúch, Jana Peštová, Igor Scigeľ, Róbert Soľava, Vladimír Sopúch, Michal Štang, Róbert Tulipán, Tomáš Žipaj, Juraj Žubor.

## Vizsgálati eredmény
A vizsgálatok megállapították, hogy a repülőgép katasztrófáját pilótahiba okozta. Egyrészt a gép túl korán kezdte meg a süllyedést a kassai leszálláshoz, másrészt a lezuhanáskor 3 kilométerre keletre eltért a kijelölt, a Hernád folyó völgye fölött húzódó útvonaltól és a Zempléni-hegység fölé sodródott.
Több mint tíz évvel a katasztrófa után, 2016 novemberében a szlovák Legfőbb Ügyészség, Ivan Katrinec jogász kezdeményezésére bejelentette: biztosítják a történtek újbóli kivizsgálását a benyújtott újabb információkkal összhangban. Katrinec ezt azért kezdeményezte, mert úgy vélte, az Eperjesi Körzeti Katonai Ügyészség annak idején részben hamis vagy hiányos információk alapján hozott határozatot; véleménye és az állítólag a birtokába jutott bizonyítékok szerint ugyanis a katasztrófát mégsem pilótahiba, hanem műszaki hiba okozta.

## Megemlékezés

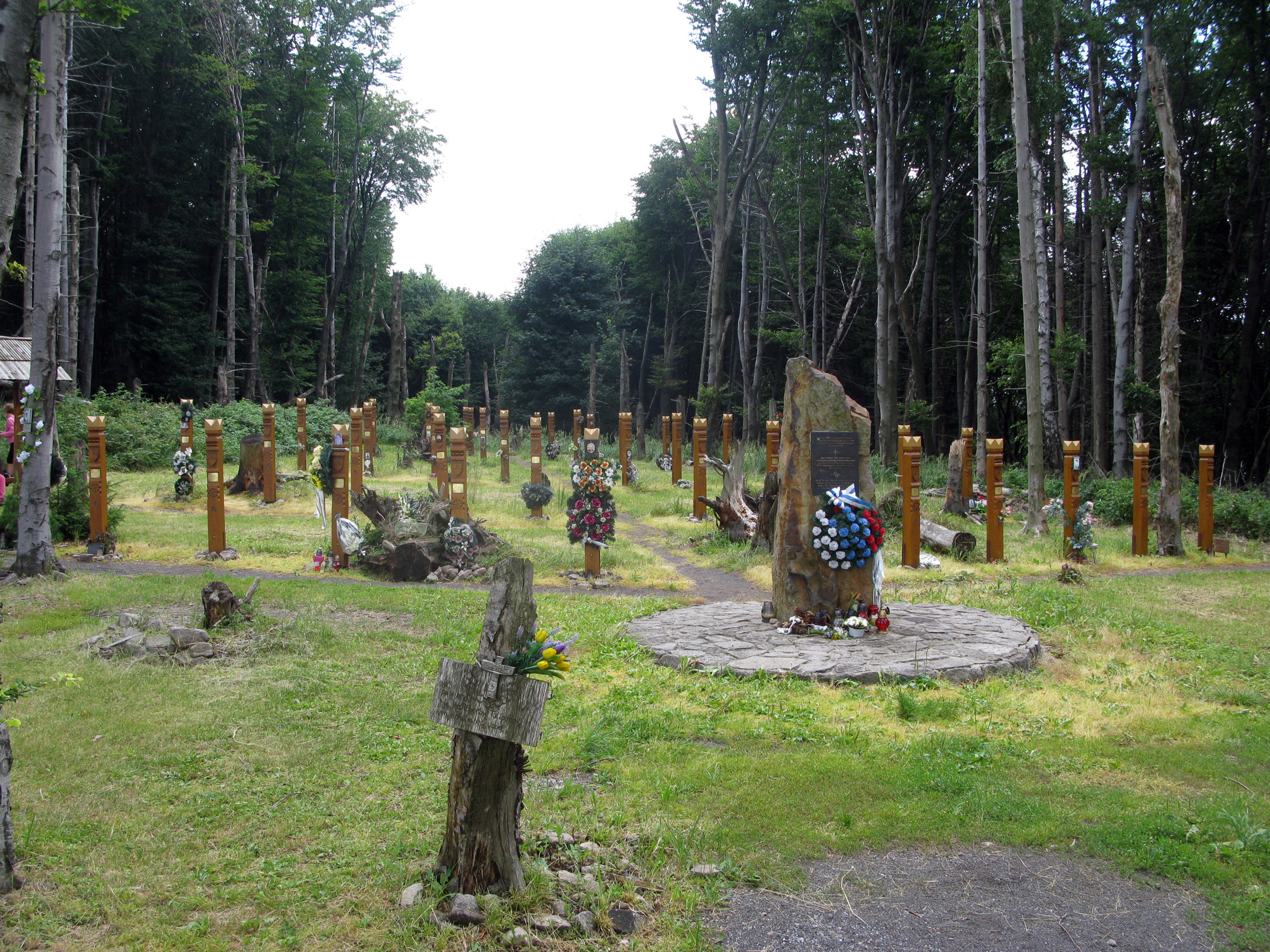
A szlovák légierő An–24-es repülőgépének katasztrófája emlékére létesített emlékhely Fony külterületén, a Borsó-hegyen

Az áldozatok búcsúztatására 2006. január 26-án került sor Eperjesen, amelyen részt vett Jaap de Hoop Scheffer NATO-főtitkár is. 2007. március 30-án a Szlovák Védelmi Minisztérium épületében emléktáblát avattak az áldozatok emlékére. A katasztrófa egyéves évfordulóján a szlovák és magyar hivatalos szervek képviselői, az áldozatok hozzátartozói és az egyetlen túlélő részvételével a baleset helyszínén megemlékezést tartottak, ahol 42 kopjafa állít emléket az áldozatoknak. [Az emlékhely Fony és Gönc határvonala közelében, ám teljes egészében fonyi területen terül el, viszont a helyszínhez valóban Hejce község fekszik a legközelebb.]
Hejce központjában, a katolikus templom közelében ugyancsak emlékművet állítottak a tragédiára emlékezve.